# Sipaliwini (rivier)
De Sipaliwini (vrij te vertalen als Stekelrogrivier: sipari = stekelrog, wini = rivier) is een rivier in het zuiden van het gelijknamige Surinaamse district Sipaliwini, in het stroomgebied van de Corantijn. Hij ontspringt in de Sipaliwinisavanne en mondt uit in de Coeroenierivier. De Sipaliwini is een van de minst bezochte gebieden van Suriname. 

## Overzicht
In 1907 werd het gebied verkend tijdens de Toemoekhoemak-expeditie onder leiding van Claudius Henricus de Goeje. Het bereiken van de rivier was moeilijk, omdat de expeditie het gebied van het inheemse Saloema-volk naderde die toen vijanden waren van de Aukaanse marrons. De Aukaanse gidsen wilden niet verdergaan, en de gidsen van het inheemse volk Trio kenden de weg niet. De rivier bereiken via de Corantijn zou zeker drie weken duren. Er werd contact gemaakt de stam, en op 30 september kwam de expeditie na een voettocht van 4 uur bij de rivier aan.
In 1935 werd de Sipaliwinisavanne ontdekt door A.J.H. van Lynden, en wetenschappelijk onderzocht door Dirk Cornelis Geijskes in 1963.:10 Met name de Sipaliwinisavanne heeft een hoge biodiversiteit die 3,5 keer hoger is dan de savannes in het noorden van Suriname.:15 In 2012 werden aan de Sipaliwini en de Koetari 46 nieuwe diersoorten ontdekt.
Het belangrijkste dorp langs de rivier is Kwamalasamoetoe. De rivier wordt gekenmerkt door zijn vele stranden en bamboe langs de oever. In 1983 werd het Sipaliwini district vernoemd naar de rivier, omdat het gebied rond de rivier een van de meest opvallende gebieden van het district is.

## Galerij

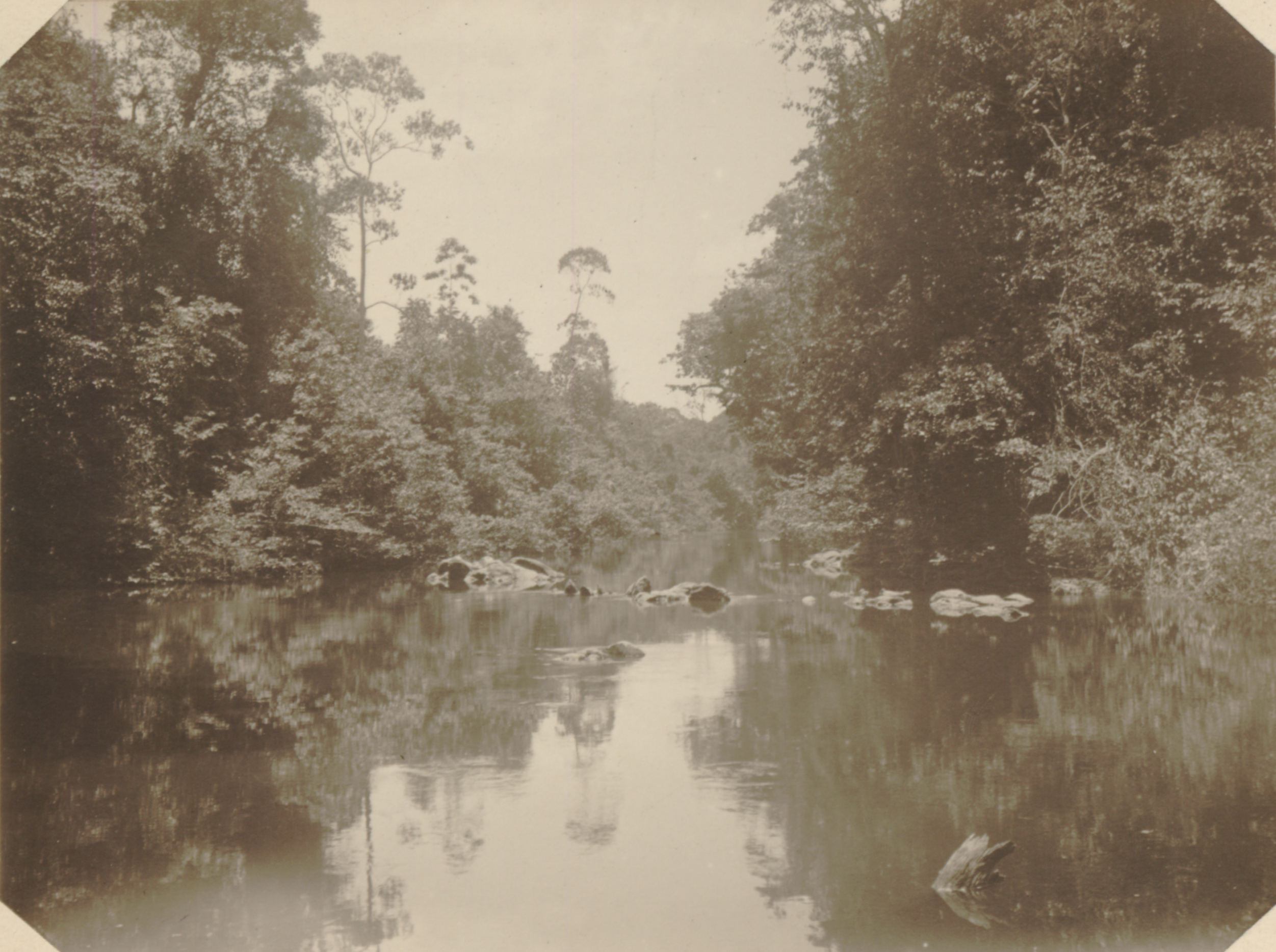
Sipaliwini rivier (1907)
Sipaliwini rivier (1907)
Leden van de Toemoekoemak-expeditie op de oever van de Sipaliwini (1907)